# والتر ديتر
والتر ديتر هو سياسي كندي، ولد في 31 مايو 1916 في كندا، وتوفي في 7 سبتمبر 1988 في نفس البلد.